# 阿斯帕
阿斯帕（西班牙語：Aspa），是西班牙加泰罗尼亚莱里达省的一个市镇。 总面积10平方公里，总人口268人（001年），人口密度27人/平方公里。